# Isabel của Aragón và Sicilia

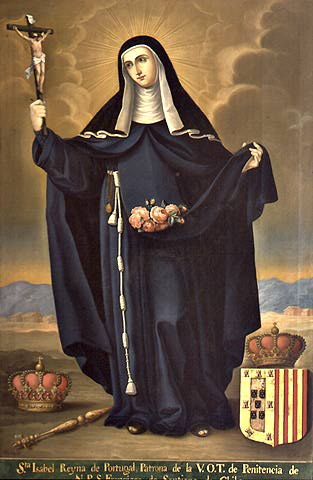
Isabel của Aragón và Sicilia

Isabel của Aragón và Sicilia hay còn được gọi là Thánh Elizabeth nước Bồ Đào Nha (1271 - 04 tháng 7 năm 1336) là Vương hậu nước Bồ Đào Nha và là một vị thánh của Giáo hội Công giáo Rôma. Isabel là hậu duệ của một trong những gia đình quyền lực nhất ở châu Âu: con gái của vua Pero III của Aragón và Costanza II của Sicilia, và cháu gái của Manfred Hohenstauffen (con trai của Hoàng đế Friedrich II của Thánh chế La Mã), ngày và địa điểm sinh của bà vẫn còn chưa rõ ràng, mặc dù các nhà sử học đã giả thiết ở Saragoza hoặc Barcelona và năm sinh khoảng giữa 1269 và 1271.

## Cuộc đời
Là con gái của Quốc vương Pero III của Aragón và sống trong gia đình nhà vua, nhưng bà luôn có tâm hồn đạo đức và được ca tụng là người luôn hãm mình, phạt xác, siêng năng cầu nguyện và có lòng thương xót người khác, yêu thương, lưu tâm tới kẻ khó nghèo. Bà kết hôn với Denys, vua nước Bồ Đào Nha vào năm 1283.
Ở vị trí là Vương hậu bà đã dựa vào đó và cho xây cất rất nhiều tu viện, Trường Dòng và xây dựng nhà thờ. Sau khi chồng bà qua đời, bà được mặc áo Dòng Sêraphim vào năm 1325 bà đã dâng cúng tất cả tài sản cho nhà thờ chính tòa Compostelle. Bà chết vào ngày 04 tháng 7 năm 1336. Và đã được Giáo hoàng Urbanô VIII tuyên vào hàng ngũ hiển thánh.